# Naoki Matsudo
Naoki Matsudo (松戸直樹?, Matsudo Naoki; Chiba, 25 luglio 1973) è un pilota motociclistico giapponese, ritiratosi dall'attività agonistica.

## Carriera
Per quanto riguarda le competizioni del motomondiale ha esordito, grazie ad una wild card in occasione del gran premio del Giappone della stagione 1997. In questa prima occasione ha gareggiato in classe 250 a bordo di una Yamaha giungendo al traguardo al 10º posto e ottenendo i primi punti validi per la classifica mondiale.
L'anno successivo ottiene una seconda wild card, sempre per il GP del Giappone e ottiene il suo primo podio. Nel 1999 partecipa ad un numero maggiore di gran premi del mondiale e contemporaneamente ottiene la vittoria nel campionato nazionale giapponese di velocità. Nel motomondiale 2000 partecipa alla sua prima stagione completa nella stessa classe, sempre a bordo di una Yamaha ottenendo un altro podio in occasione del GP di Gran Bretagna.
Nel 2001 ha continuato a correre per la stessa casa con il team Petronas Sprinta Yamaha TVK, concludendo nono nella classifica mondiale a quota 112 punti; nel 2002 firma un contratto con il team Yamaha Kurz concludendo al decimo posto a quota 92 punti. Resta fedele alla stessa casa anche per i due anni successivi, senza ottenere risultati di particolare rilievo ma solo una serie di buoni piazzamenti. Nel 2005 ottiene una wildcard per la MotoGP nel Gran Premio di casa con la Moriwaki e la ottiene anche l'anno successivo sempre in Giappone a bordo della Kawasaki ZX-RR; in nessuna di queste ultime occasioni riesce però a giungere al traguardo della corsa.

## Risultati nel motomondiale
| 1997 | Classe | Moto   |  |    |  |  |  |  |  |  |  |  |  |  |  |  |  |  |  | Punti | Pos. |
| ---- | ------ | ------ |  | -- |  |  |  |  |  |  |  |  |  |  |  |  |  |  |  | ----- | ---- |
| 1997 | 250    | Yamaha |  | 10 |  |  |  |  |  |  |  |  |  |  |  |  |  |  |  | 6     | 28º  |

| 1998 | Classe | Moto   |   |  |  |  |  |  |  |  |  |  |  |  |  |  |  |  |  | Punti | Pos. |
| ---- | ------ | ------ | - |  |  |  |  |  |  |  |  |  |  |  |  |  |  |  |  | ----- | ---- |
| 1998 | 250    | Yamaha | 3 |  |  |  |  |  |  |  |  |  |  |  |  |  |  |  |  | 16    | 23º  |

| 1999 | Classe | Moto   |   |    |  |  |  |   |    |  |  |  |  |  |  |  |  |  |  | Punti | Pos. |
| ---- | ------ | ------ | - | -- |  |  |  | - | -- |  |  |  |  |  |  |  |  |  |  | ----- | ---- |
| 1999 | 250    | Yamaha | 8 | 11 |  |  |  | 8 | NP |  |  |  |  |  |  |  |  |  |  | 21    | 19º  |

| 2000 | Classe | Moto   |    |    |    |     |   |   |   |   |   |    |    |     |    |    |    |    |  | Punti | Pos. |
| ---- | ------ | ------ | -- | -- | -- | --- | - | - | - | - | - | -- | -- | --- | -- | -- | -- | -- |  | ----- | ---- |
| 2000 | 250    | Yamaha | 10 | 11 | SQ | Rit | 7 | 8 | 8 | 5 | 3 | 14 | 11 | Rit | 15 | 12 | 16 | 12 |  | 79    | 10º  |

| 2001 | Classe | Moto   |   |   |    |     |    |    |    |   |   |   |   |   |   |   |   |   |  | Punti | Pos. |
| ---- | ------ | ------ | - | - | -- | --- | -- | -- | -- | - | - | - | - | - | - | - | - | - |  | ----- | ---- |
| 2001 | 250    | Yamaha | 4 | 9 | 12 | Rit | 12 | 10 | 19 | 5 | 8 | 9 | 6 | 6 | 7 | 9 | 7 | 9 |  | 112   | 9º   |

| 2002 | Classe | Moto   |   |    |   |    |    |   |    |   |   |   |     |   |    |   |    |   |  | Punti | Pos. |
| ---- | ------ | ------ | - | -- | - | -- | -- | - | -- | - | - | - | --- | - | -- | - | -- | - |  | ----- | ---- |
| 2002 | 250    | Yamaha | 6 | 11 | 9 | 11 | 14 | 7 | 14 | 8 | 7 | 8 | Rit | 8 | 16 | 7 | 14 | 8 |  | 92    | 10º  |

| 2003 | Classe | Moto   |   |    |   |   |   |   |     |   |     |   |   |   |   |   |   |    |  | Punti | Pos. |
| ---- | ------ | ------ | - | -- | - | - | - | - | --- | - | --- | - | - | - | - | - | - | -- |  | ----- | ---- |
| 2003 | 250    | Yamaha | 8 | 10 | 8 | 5 | 7 | 5 | Rit | 9 | Rit | 9 | 8 | 5 | 7 | 7 | 6 | 11 |  | 119   | 9º   |

| 2004 | Classe | Moto   |    |    |    |    |    |    |    |    |   |    |     |    |     |    |    |   |  | Punti | Pos. |
| ---- | ------ | ------ | -- | -- | -- | -- | -- | -- | -- | -- | - | -- | --- | -- | --- | -- | -- | - |  | ----- | ---- |
| 2004 | 250    | Yamaha | 18 | 10 | 14 | 16 | 14 | 13 | 14 | 16 | 8 | 16 | Rit | 13 | Rit | 10 | 15 | 8 |  | 41    | 15º  |

| 2005 | Classe | Moto     |  |  |  |  |  |  |  |  |  |  |  |     |  |  |  |  |  | Punti | Pos. |
| ---- | ------ | -------- |  |  |  |  |  |  |  |  |  |  |  | --- |  |  |  |  |  | ----- | ---- |
| 2005 | MotoGP | Moriwaki |  |  |  |  |  |  |  |  |  |  |  | Rit |  |  |  |  |  | 0     |      |

| 2006 | Classe | Moto     |  |  |  |  |  |  |  |  |  |  |  |  |  |  |     |  |  | Punti | Pos. |
| ---- | ------ | -------- |  |  |  |  |  |  |  |  |  |  |  |  |  |  | --- |  |  | ----- | ---- |
| 2006 | MotoGP | Kawasaki |  |  |  |  |  |  |  |  |  |  |  |  |  |  | Rit |  |  | 0     |      |

| Legenda | 1º posto        | 2º posto            | 3º posto            | A punti      | Senza punti        | Grassetto – Pole position Corsivo – Giro più veloce |
| Legenda | Gara non valida | Non qual./Non part. | Ritirato/Non class. | Squalificato | '-' Dato non disp. | Grassetto – Pole position Corsivo – Giro più veloce |